# 1914年8月21日日食
1914年8月21日日食是一次日全食，發生於1914年8月21日。新月當天（即朔日），地球上觀測到月球和太阳的角距離極小，此時月球如果恰好在月球交點附近，穿過太阳和地球之間，與地球、太阳接近一直線，則會出現日食。月球本影接觸地表而使該區域完全得不到陽光，就會形成日全食，同時在本影兩側數千公里的半影範圍內遮擋部分陽光，形成日偏食。此次日全食經過了加拿大、格陵兰、挪威、瑞典、俄國、鄂圖曼帝國、波斯、英屬印度，日偏食則覆蓋了北美洲東北部、整個欧洲、亚洲中西部、非洲東北半部。

## 日食概況

### 出現區域
加拿大班克斯島東南部在日出時最先看到日全食，此後月球本影向東北穿過北極群島的部分島嶼，登上格陵兰島，逐漸轉向東南方向，跨過挪威海，貫穿斯堪的纳维亚，在俄國西部、今白俄羅斯明斯克州維列伊卡區境內達到最大食分。此後本影繼續向東南穿過俄國西部、黑海鄂圖曼帝國東部、波斯，最終在日落時分結束於英屬印度西部的今印度古吉拉特邦北部。
本影經過的陸地依次包括：
- 加拿大：班克斯島東部、維多利亞島西北部、梅爾維爾島東南部、拜厄姆馬丁島、瓦尼耶島東南部、馬克島（英语：Île Marc）、馬西島、亞歷山大島、巴瑟斯特島除南部和西北端外的大部、德文島西北部、北肯特島除南端外的絕大部分、格雷厄姆島、巴芬島中部偏南及上述地區緊鄰小島；
- 格陵兰：自西向東貫穿今阿萬納塔北部後向東南斜貫東北格陵蘭國家公園；
- 挪威：諾爾蘭郡南部（含勒斯特除極東北角外的絕大部分，該郡西南角除外）和北特倫德拉格郡東北部；
- 瑞典：西博滕省西南部、耶姆特蘭省東北部、西诺尔兰省除東北和西南部外的大部、耶夫勒堡省東北部；
- 俄罗斯帝国：今奥兰全境，芬兰的薩塔昆塔區西南角、西南芬蘭區西南半部、新地區西南角，愛沙尼亞的希尤縣、萊內縣除東北角外的大部、哈爾尤縣西端、薩雷縣、拉普拉縣西南角、派爾努縣西半部，拉脫維亞的敦達加自治市除西南部外的大部、塔爾西自治市東北半部、坎達瓦自治市東北角、圖庫姆斯自治市中東部、多貝萊自治市東北部、葉爾加瓦自治市除西南部外的大部及上述地區東北，馬茲薩拉察自治市除東部外的大部、魯伊耶納自治市極西南角、布爾特涅基自治市西南半部、貝韋里納自治市西南半部、普里埃庫利自治市除東北角外的絕大部分、勞納自治市西北部分除東北角外的絕大部分和東南部分西部、斯米爾泰內自治市西南部、新皮耶巴爾加自治市西半部、馬多納自治市西半部、瓦拉克利亞尼自治市西部、克魯斯特皮爾斯自治市除東端外的大部、里耶比尼自治市西部、普雷利自治市除東北角外的大部、阿格洛納自治市西部、克拉斯拉瓦自治市西部及上述地區西南各地，立陶宛的希奧利艾縣東北部、帕內韋日斯縣除西南部外的大部、烏田納縣、維爾紐斯縣東北半部，白俄羅斯的維捷布斯克州西部、格羅德諾州東北部、明斯克州除東部和西南部外的大部、莫吉廖夫州西南部、戈梅利州除東西兩側外的大部，烏克蘭的日托米爾州東北部、切爾尼戈夫州西部、基輔州除西南部外的大部、基輔市、切爾卡瑟州中東部、波爾塔瓦州西部、基洛夫格勒州中東部除東端外的大部、第聂伯罗彼得罗夫斯克州西部、尼古拉耶夫州東部、赫爾松州中東部、扎波羅熱州西部，克里米亚的克里米亞州中東部，俄罗斯聯邦的克拉斯諾達爾邊疆區西端，其中最大食分位於今白俄羅斯明斯克州維列伊卡區境內，而今拉脫維亞首都里加、白俄羅斯明斯克、烏克蘭基輔均被全食帶完全覆蓋，立陶宛維爾紐斯處於全食帶南緣，其東北郊能看到日全食；
- 奥斯曼帝国：今土耳其的吉雷松省東北部、特拉布宗省、里澤省中西部、居米什哈內省除西南部外的大部、巴伊布爾特省、阿爾特溫省極西南角、埃爾祖魯姆省中西部、埃爾津詹省東部、通傑利省東北部、賓格爾省除西南部外的大部、埃拉澤省東北角、穆什省、阿勒省西南部、迪亞巴克爾省東北部、巴特曼省東北半部、比特利斯省除東北端外的絕大部分、錫爾特省除西端和極西南角外的絕大部分、凡城省西南半部、馬爾丁省極東北角、舍爾納克省中東部、哈卡里省除東北角外的絕大部分，叙利亚的哈塞克省極東北角，伊拉克的杜胡克省除西端外的絕大部分、尼尼微省東北部、埃爾比勒省除西南部外的大部、基爾庫克省東北部、蘇萊曼尼亞省除西南部外的大部、薩拉赫丁省極東北角；
- 波斯：今西亞塞拜然省西南部、庫爾德斯坦省西南半部、克爾曼沙汗省除西南部和極東北角外的大部、哈馬丹省西南部、伊拉姆省東北部、洛雷斯坦省除極西南角、東北部和南端外的絕大部分、伊斯法罕省西南角、胡齊斯坦省東北部、恰哈馬哈勒－巴赫蒂亞里省、科吉盧耶－博韋艾哈邁德省東北部、法爾斯省東北半部、亞茲德省南部、克爾曼省南部、霍爾木茲甘省北部、錫斯坦－俾路支斯坦省中部偏南；
- 英属印度：今巴基斯坦的俾路支省南部和信德省南部，印度的古吉拉特邦西北部。[3][4]

除了狹窄的全食帶內能看見日全食之外，月球半影覆蓋範圍內都能看到日偏食，包括加拿大中東部、紐芬蘭自治領（今加拿大紐芬蘭與拉布拉多省）、圣皮埃尔和密克隆、格陵兰、美国東北部、整個欧洲、北非除西南部外的大部、西非東北部、中非北部、东非北半部、西亚、英屬印度中西部、马尔代夫群島北部、尼泊爾除東部外的大部、中國西部、俄國中西部。

### 基本參數
- 類型：日全食
- 食甚中心處（位於俄國西部，今白俄羅斯明斯克州維列伊卡區境內）資料：
  - 時間：1914年8月21日12:34:10.6
  - 地點：54°27.8′N 27°4.3′E / 54.4633°N 27.0717°E
  - 食分：1.0328（全食帶內最大）
  - 日全食持續時間：2分14.5秒

## 觀測
英國皇家學會和英國皇家天文學會組成的聯合觀測隊原計劃到俄國基輔觀測日全食，但因俄國政府拒絕了其中兩名耶稣会的祭司入境，他們只好將隊伍一分為二，另建一支隊伍前往瑞典海訥桑德市。該隊7月28日從英國赫爾河畔京士頓乘船出發，7月30日早晨抵達瑞典哥德堡，再轉乘火車，當晚抵達瑞典首都斯德哥爾摩，又在8月2日從斯德哥爾摩登船，最終在8月3日抵達海訥桑德市。觀測隊在海訥桑德市停留的約3個星期內，幾乎每天清晨都是晴天，隨後雲層逐漸聚集，下午又逐漸散開，但8月9日和日全食當天8月21日卻是例外，天空十分晴朗，觀測獲得了成功。日全食之後，觀測隊乘坐最早一班從海訥桑德市返回斯德哥爾摩，但也要等到8月25日才出發，8月27日抵達斯德哥爾摩。隨後觀測隊在8月28日乘火車前往挪威卑爾根，再於次日乘船返回英國泰恩河畔纽卡斯尔。由於第一次世界大戰已經爆發，行船時還需遠離德國在北海佈的地雷。劍橋大學天文學研究所則前往俄國克里米亞費奧多西亞觀測了日全食。此外，由於第一次世界大戰，德國天文學家埃爾溫·弗羅因德利希率領的德國觀測隊在俄國被逮捕拘禁。而威廉·華萊士·坎貝爾率領的美国觀測隊在俄國基輔以南遭遇雲層，未能順利觀測。

## 相關的日食

### 1913-1917年的日食
月球交替位於相對的月球交點時，以半個交點年（食年），即約177天又4小時間隔出現下列日食。
註：1913年4月6日和1913年9月30日的日偏食屬於上一組交點年系列。1916年12月24日、1917年6月19日的日偏食和1917年12月14日的日環食屬於下一組交點年系列。
| 降交點   | 降交點                   |          | 升交點                   | 升交點 |
| 沙羅周期 | 地圖                     | 沙羅周期 | 地圖                     |        |
| 114      | 1913年8月31日 偏食（北） | 119      | 1914年2月25日 環食       |        |
| 124      | 1914年8月21日 全食       | 129      | 1915年2月14日 環食       |        |
| 134      | 1915年8月10日 環食       | 139      | 1916年2月3日 全食        |        |
| 144      | 1916年7月30日 環食       | 149      | 1917年1月23日 偏食（北） |        |
| 154      | 1917年7月19日 偏食（南） |          |                          |        |

### 沙羅周期
沙羅週期長度為18年11天。本次日食屬於沙羅週期124，共包含73次日食，依次為1049年3月6日至1193年6月1日的9次日偏食、1211年6月12日至1968年9月22日的43次日全食、1986年10月3日的1次全環食（亦稱混合食）、2004年10月14日至2347年5月11日的20次日偏食，總共歷時1298.17年。其中最長的全食發生於1734年5月3日，共持續了5分46秒。
下表列舉了1901年至2100年間發生的屬於該週期的日食，是第49至59次：
| 49             | 50            | 51             |
| -------------- | ------------- | -------------- |
| 1914年8月21日  | 1932年8月31日 | 1950年9月12日  |
| 52             | 53            | 54             |
| 1968年9月22日  | 1986年10月3日 | 2004年10月14日 |
| 55             | 56            | 57             |
| 2022年10月25日 | 2040年11月4日 | 2058年11月16日 |
| 58             | 59            |                |
| 2076年11月26日 | 2094年12月7日 |                |

## 資料來源
1. ↑  樊忠玉. . 中国天文科普网.   [2016-04-20]. （原始内容存档于2014-09-17）.
2. 1 2  Fred Espenak. . NASA Eclipse Web Site.   [2016-04-20]. （原始内容存档于2020-10-24）.（英文）
3. ↑  Fred Espenak. . NASA Eclipse Web Site.   [2016-04-20]. （原始内容存档于2020-11-11）.（英文）
4. ↑  Xavier M. Jubier. .   [2016-04-20]. （原始内容存档于2019-06-05）.（法文）（英文）
5. ↑  Fred Espenak. . NASA Eclipse Web Site.   [2016-04-20]. （原始内容存档于2017-12-28）.（英文）
6. ↑  Rev. A. L. Cortie, S. J., F. R. A. S. . 皇家天文學會月報. 1915, 75 (3): 105–117  [2016-04-22].（英文）
7. ↑  . Repository Home. 劍橋大學.   [2016-04-22]. （原始内容存档于2020-11-24）.（英文）
8. ↑  David Dickinson. . Universe Today. 2014-08-20  [2016-04-22]. （原始内容存档于2020-11-12）.（英文）
9. ↑  Helmut Hornung. . Phys.org. 2015-05-26  [2016-04-22]. （原始内容存档于2020-11-26）.（英文）
10. ↑  Fred Espenak. . NASA Eclipse Web Site.（英文）

## 外部連結
- NASA日食專頁（页面存档备份，存于）（英文）
- 可見區域圖和時間統計：由弗雷德·埃斯佩纳克做出的日食預報，NASA/GSFC
  - Google互動地圖呈現的日食範圍
  - 貝塞爾元素
- Google地圖顯示的日全食和日偏食範圍（页面存档备份，存于）（法文）（英文）

| \| \| 日食 \|                             |                              |                                           |
| 上一次日食： 1914年2月25日日食 （日環食） | 1914年8月21日日食 （日全食） | 下一次日食： 1915年2月14日日食 （日環食） |
| 上一次日全食： 1912年10月10日日食         | 1914年8月21日日食 （日全食） | 下一次日全食： 1916年2月3日日食           |
|                                           | 日食                         |                                           |